# Рукометна репрезентација Јапана
Рукометна репрезентација Јапана је рукометни тим који представља Јапан на међународним такмичењима и под контролом је Рукометног савеза Јапана.

## Учешћа на међународним такмичењима

### Олимпијске игре
- 1936. - Није учествовала
- 1972. - 11. место
- 1976. - 9. место
- 1980. - Није учествовала
- 1984. - 10. место
- 1988. - 11. место
- 1992. - Није учествовала
- 1996. - Није учествовала
- 2000. - Није учествовала
- 2004. - Није учествовала
- 2008. - Није учествовала

### Светска првенства
- 1938. - Није учествовала
- 1954. - Није учествовала
- 1958. - Није учествовала
- 1961. - 12. место
- 1964. - 16. место
- 1967. - 11. место
- 1970. - 10. место
- 1974. - 12. место
- 1978. - 12. место
- 1982. - 14. место
- 1986. - Није учествовала
- 1990. - 15. место
- 1993. - Није учествовала
- 1995. - 23. место
- 1997. - 15. место
- 1999. - Није учествовала
- 2001. - Није учествовала
- 2003. - Није учествовала
- 2005. - 16. место
- 2007. - Није учествовала
- 2009. - Није учествовала
- 2011. - 16. место

### Азијска првенства
- 1977. -  Првак
- 1979. -  Првак
- 1983. -  2. место
- 1987. -  2. место
- 1989. -  2. место
- 1991. -  2. место
- 1993. -  3. место
- 1995. - 4. место
- 2000. -  3. место
- 2002. - 6. место
- 2004. -  2. место
- 2006. - 5. место
- 2008. - 7. место
- 2010. -  3. место

### Азијске игре
- 1982. :  2. место
- 1986. :  3. место
- 1990. :  2. место
- 1994. :  2. место
- 1998. :  3. место
- 2002. : 4. место
- 2006. : 6. место
- 2010. :  3. место

## Тренутни састав
- Састав на СП 2011.

| Бр | Име                 | Попзиција | Дат. рођ. | Клуб                | Утак./Гол |
| -- | ------------------- | --------- | --------- | ------------------- | --------- |
| 1  | Кацујуки Шиноучи    | голман    | 23.02.82. | РК Осаки Електрик   | 12/0      |
| 2  | Кењи Тојода         |           | 24.12.79. | РК Осаки Електрик   | 64/284    |
| 5  | Макото Суемацу      |           | 19.03.82. | РК Даидо Стил       | 53/221    |
| 6  | Хидејуки Мураками   |           | 16.06.81. | РК Тојота Кјушу     | 11/32     |
| 7  | Даисуке Мијазуки    |           | 06.06.81. | РК Осаки Електрик   | 91/453    |
| 8  | Тору Такеда         |           | 17.09.82. | РК Даидо Стил       | 44/63     |
| 10 | Хиденори Кишигава   |           | 28.11.84. | РК Даидо Стил       | 33/55     |
| 13 | Кјосуке Томита      |           | 11.10.83. | РК Тојота Ауто Боди | 40/74     |
| 14 | Хидеаки Нагашима    |           | 24.03.77. | РК Осаки Електрик   | 84/82     |
| 15 | Јун Мори            |           | 12.03.87. | РК Осаки Електрик   | 17/25     |
| 16 | Масајуки Мацумара   | голман    | 13.12.78. | РК Вакунага         | 27/0      |
| 18 | Јошиаки Номура      |           | 22.01.87. | РК Даидо Стил       | 23/72     |
| 20 | Хозуки Нигашинагама |           | 21.10.87. | РК Осаки Електрик   | 5/6       |
| 21 | Акихито Каи         |           | 29.04.87. | РК Тојота Ауто Боди | 2/0       |
| 20 | Тецуја Кадојама     |           | 22.11.83. | РК Тојота Ауто Боди | 59/200    |
| 23 | Шусаку Хигашинагама |           | 03.02.84. | РК Вакунага         | 40/75     |

Селектор: Кијохару Сакамаки 